# Anna Ruysch
Anna Elisabeth Ruysch, baptisée le 19 décembre 1666 à La Haye et enterrée le 7 janvier 1754 à Amsterdam, est une artiste peintre néerlandaise du Siècle d'or néerlandais.

## Biographie
Anna Ruysch est la fille de Maria Post et de Frederik Ruysch, un éminent botaniste et anatomiste. Elle est la sœur cadette de l'artiste peintre Rachel Ruysch. Elle est enfant lorsque sa famille déménage à La Haye et s'installe à proximité du Bloemgracht, connu comme le canal aux fleurs.
Frederik Ruysch est professeur d'anatomie et de botanique et superviseur du jardin botanique d'Amsterdam. Il expose des natures mortes anatomiques composées d'insectes, de fleurs et de plantes qui deviendront les sujets d'Anna et de Rachel Ruysch. 
À l'âge de quinze ou seize ans, Rachel Ruysch est apprentie chez le peintre de natures mortes, Willem van Aelst. Elle suit également l'enseignement de la naturaliste et peintre allemande Maria Sibylla Merian. Selon les historiens, il est possible qu'Anna Ruysch ait suivi le même apprentissage,.
Anna Ruysch peint moins souvent après avoir épousé le marchand de tableaux, Isaak Hellenbroek, le 6 juillet 1688. Leur commerce sur le Damrak à Amsterdam est très prospère. Son mari est également diacre dans l'Église réformée néerlandaise. 
Ils sont les parents d'au moins six enfants, dont trois atteignirent l'âge adulte : Elisabeth Susanna, baptisée en 1689, Frederik Hendrik, baptisé en 1697, et Anna Geertruijd, baptisée en 1707. Après la mort de son mari en 1749, Anna et son fils continuent à gérer le commerce d'œuvres d'art,.
Anna Ruysch meurt à l'âge de 87 ans à Amsterdam en 1754.

## Carrière artistique
Anna Ruysch réalise principalement des natures mortes de fleurs, fruits et petits animaux. Elle utilise souvent des courbes en forme de S pour animer ses compositions et les dynamiser. Il s'agit d'une technique développée par Willem van Aelst. Anna Ruysch signe rarement ses œuvres, moins d'une dizaine de tableaux lui sont attribués avec certitude.

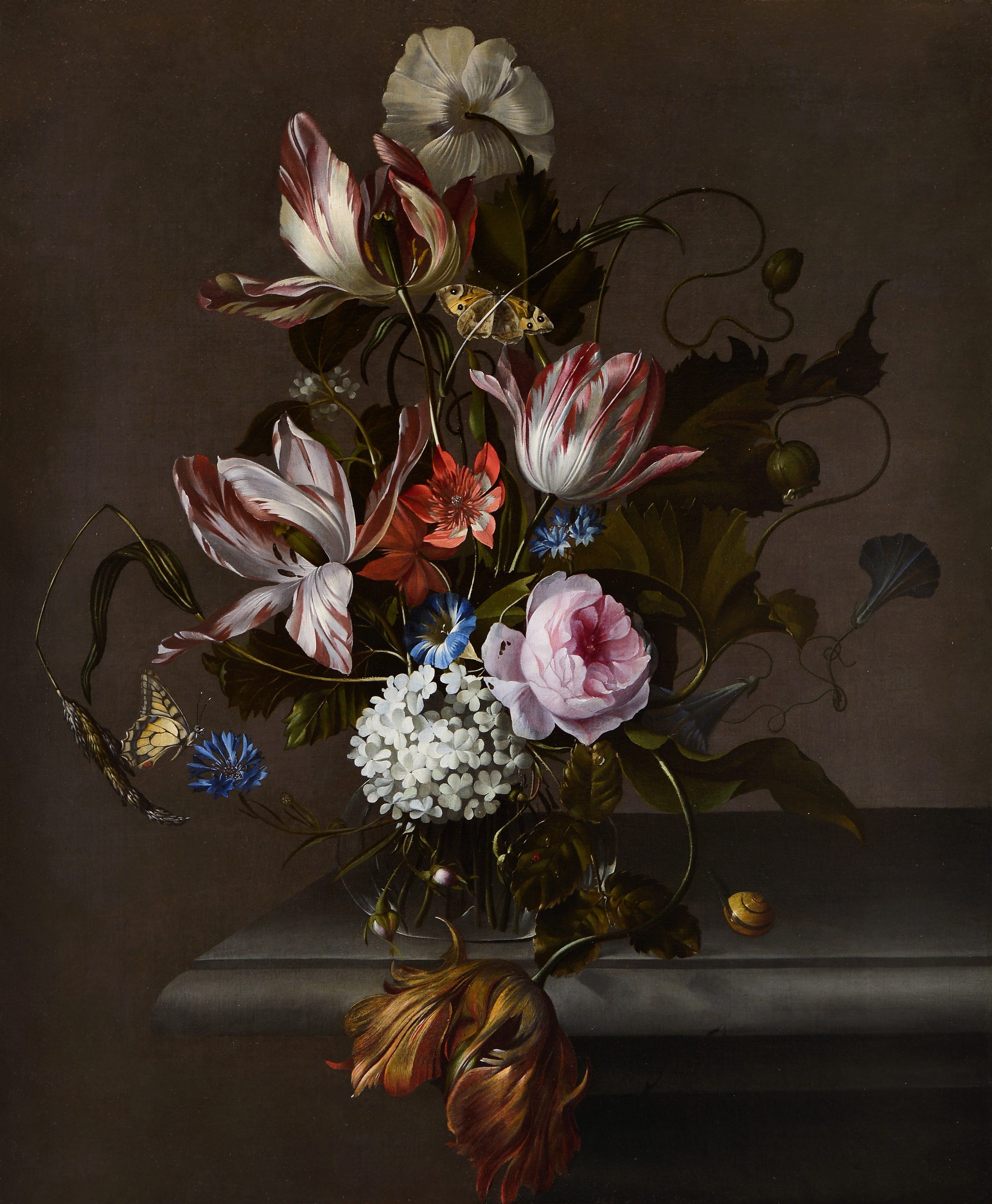
Flowers in a glass vase on an stone table ledge, vers 1690, huile sur toile, Krannert Art Museum, Université de l'Illinois à Urbana-Champaign.
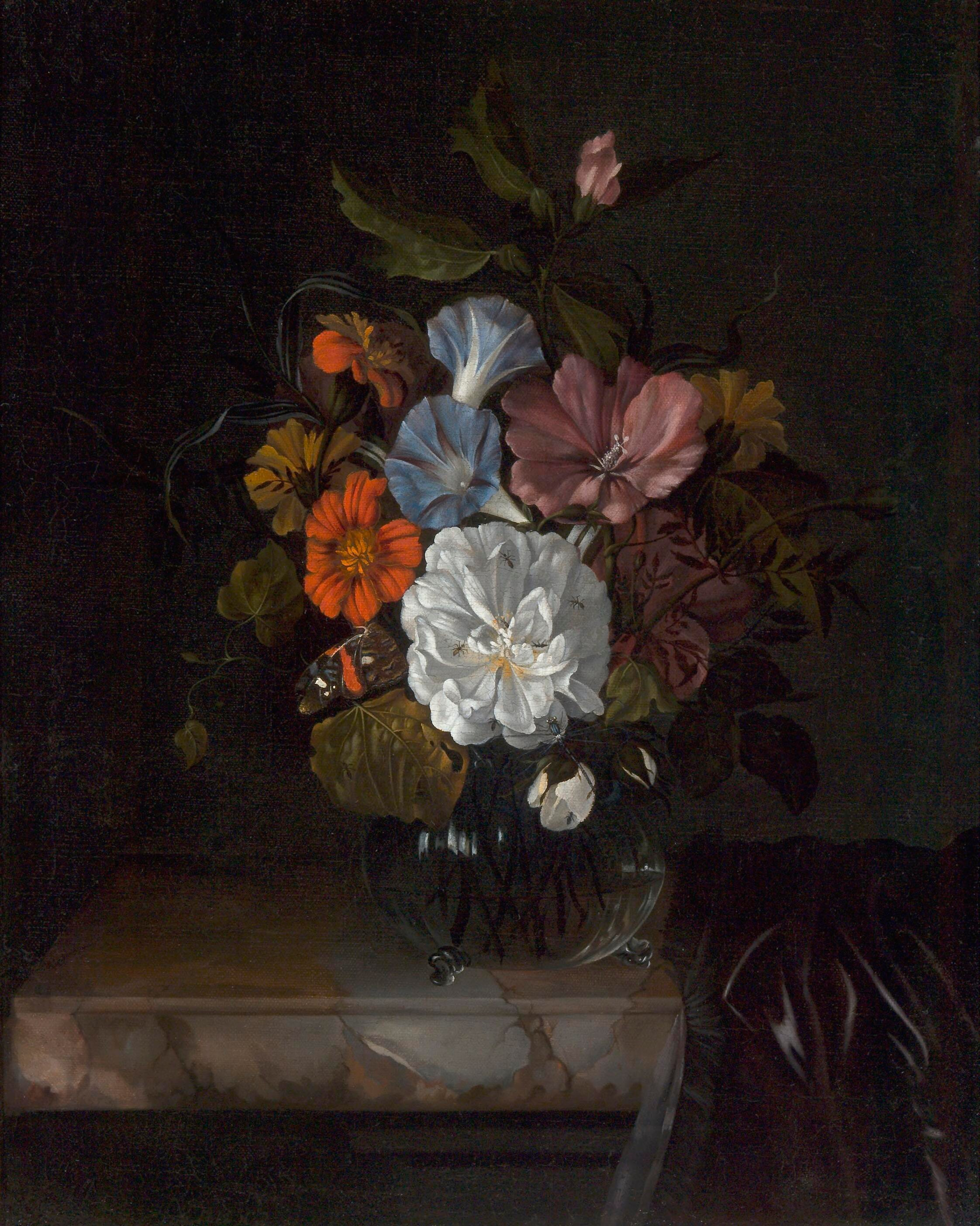
Flowers in a glass vase on a partly draped marble ledge, vers 1685, huile sur toile.
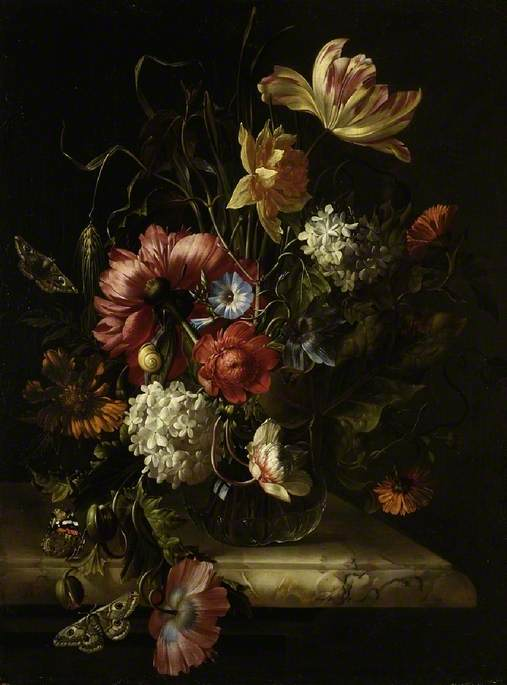
Vase of Flowers, huile sur toile.
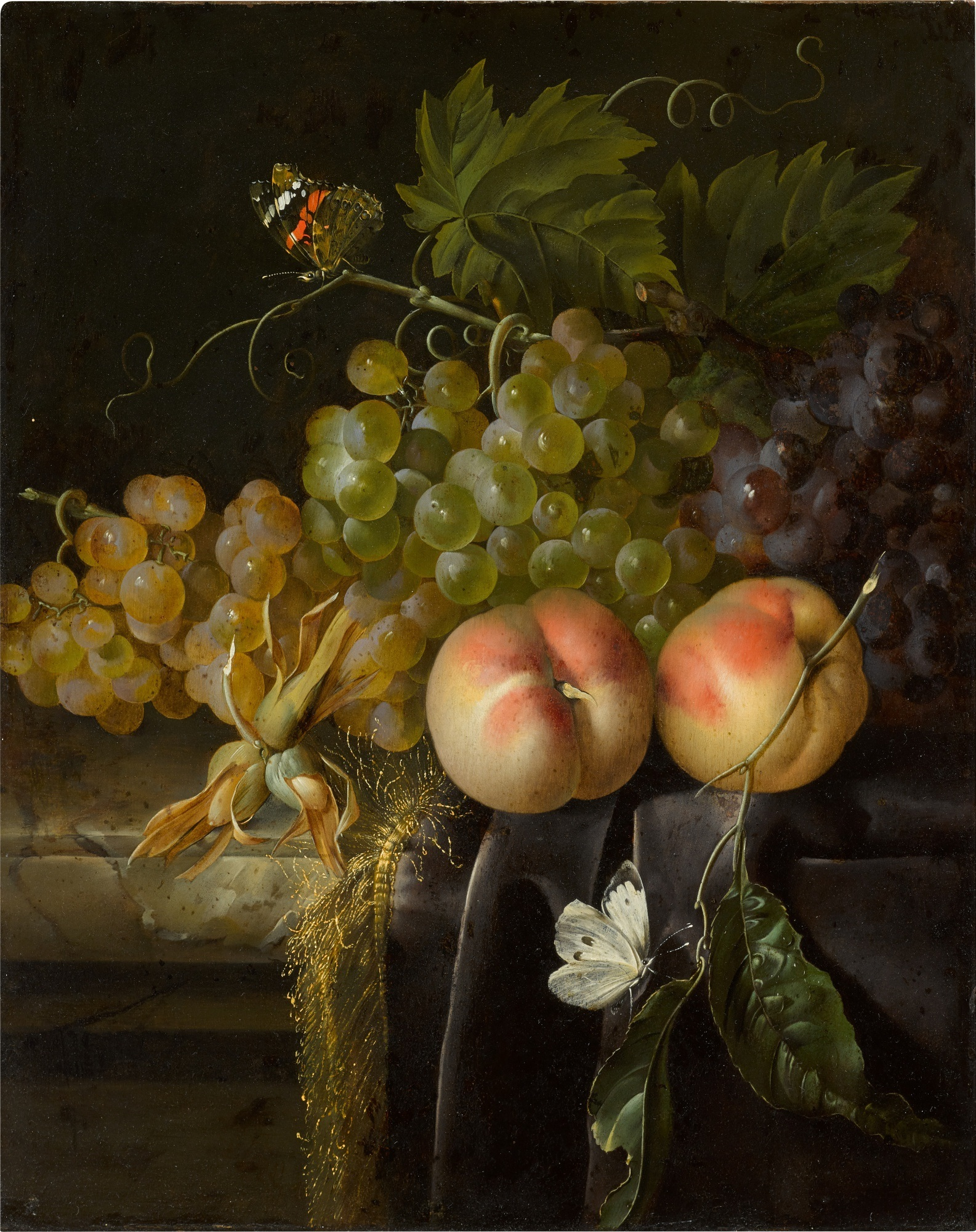
Still life of fruit, with peaches and grapes arranged on a velvet draped stone ledge, with butterflies, huile sur peinture.